# 사키타마촌
사키타마촌(埼玉村)은 사이타마현 기타사이타마군에 설치되었던 촌이다. 현재의 교다시에 해당한다.